# Preiss
Preiss oder Preiß ist ein deutscher Familienname.

## Namensträger
- Achim Preiß (* 1956), deutscher Kunsthistoriker, Kurator, Maler und Hochschullehrer
- Adolph Preiss (Geistlicher) (1762–1832), deutsch-baltischer evangelischer Geistlicher
- Adolph Preiss (Münzsammler) († 1890), deutsch-baltischer Kaufmann und Münzsammler
- Byron Preiss (1953–2005), US-amerikanischer Verleger und Spieleentwickler
- Christoph Preiß (* 2001), deutscher Pianist und Organist
- David Preiss (Mathematiker) (* 1947), tschechisch-britischer Mathematiker
- David Preiß (Fußballspieler) (* 1978), österreichischer Fußballspieler und -trainer
- Dietlind Preiss (1940–2021), deutsche Bildhauerin
- Eli Preiss (* 1998), österreichische Sängerin
- Emil Preiss (1898–1962), deutsch-amerikanischer Turner, Trainer und Sportlehrer
- Eugen Preiß (1873–1961), österreichischer Schauspieler, Drehbuchautor und Regisseur
- Ferdinand Preiss (1882–1943), deutscher Elfenbeinschnitzer
- Fritz Preiß (Politiker) (auch Fritz Preiss; 1877–1940), österreichischer Politiker (SDAP)
- Fritz Preiss (Maler) (auch Fritz Preiß; 1883–1973), deutscher Maler und Verbandsfunktionär
- Gerhard Preiß (1935–2017), deutscher Mathematikdidaktiker und Hochschullehrer
- Gunther Preiss (* 1944), deutscher Politiker (DVU)
- Gustave Preiss (1881–1963), Schweizer Kameramann
- Hans Preiss (Buchhändler) (1891–1949), deutsch-britischer Buchhändler
- Hans Preiss (Gewerkschafter) (1927–2005), deutscher Gewerkschaftsfunktionär und Publizist
- Hasso Preiss (1902–1983), deutscher Filmschaffender
- Heinrich Wilhelm Preiß (1789–1866), deutscher Politiker, MdL Nassau
- Heinz Preiss (* 1942), österreichischer Musikpädagoge und Politiker
- Jacques Preiß (1859–1916), deutscher Jurist und Politiker, MdR
- Jaroslav Preiss (1870–1946), tschechischer Wirtschaftswissenschaftler
- Joana Preiss (* 1972), französische Schauspielerin
- Konrad Preiß (1817–1894), deutscher Politiker, MdL Kassel
- Kurt Preiß (1929–2011), österreichischer Politiker (SPÖ)
- Laura Preiss (* 1986), deutsche Schauspielerin und Synchronsprecherin
- Lisa Preiß, deutsche Reiterin und Behindertensportlerin
- Ludwig Preiss (Botaniker) (1811–1883), deutsch-britischer Botaniker und Zoologe
- Ludwig Preiss (Fotograf), deutscher Fotograf und Manager
- Ludwig Preiß (Politiker) (1910–1996), deutscher Politiker  (FDP, FVP, DP, CDU), MdB
- Manfred Preiß (* 1939), deutscher Politiker (LDPD, BFD, FDP)
- Markus Preiß (* 1978), deutscher Fernsehjournalist
- Michael Preiß (* 1960), deutscher Fußballspieler
- Norbert Kamill Preiss (1912–1995), deutscher Maler und Grafiker
- Richard Preiß (1902–nach 1945), deutscher Politiker
- Sebastian Preiß (* 1981), deutscher Handballspieler
- Sławomir Preiss (* 1952), polnischer Politiker (Platforma Obywatelska)
- Stefan Preiss (* 1955), deutscher Schauspieler
- Thomas Preiss (1924–2022), Schweizer Fußballtorhüter und -funktionär
- Thomas Preiß (* 1968), deutscher Chorleiter, Arrangeur, Pianist und Lehrer
- Wolfgang Preiss (1910–2002), deutscher Schauspieler und Synchronsprecher
- Wolfgang Preiß (1922–2004), deutscher Bauingenieur und Denkmalpfleger